# 無性空
無性空，大乘佛教術語，指以無為自性的法為空性。這是一種空性見解，為四空之一。

## 概論
無性（abhāva），是有性（bhāva）的反義字。無性，指喪失自性，不成為有。無性空，代表以無自性作為自性的法，其本質為空性。